# Zatokrev
Zatokrev (wohl von tschechisch „[…] Zato Krev“, tschechisch „[…] dafür Blut“) ist eine 2002 in Basel gegründete Sludge- und Post-Metal-Band.

## Geschichte
Zatokrev wurde im April 2002 in Basel von Frederyk Rotter, Silvio Spadino und Marco Grementieri gegründet. Ihre ersten vollständig im Proberaum entstandenen Demoaufnahmen wurden von mehreren angeschriebenen Plattenfirmen wohlwollend angenommen und 2004 von Codebreaker Records sowie 2005 von Earache Records in Europa und Amerika sowie 2004 von Division Records in der Schweiz als Album verlegt.
Im Jahr 2006 stieß Stench als zweiter Gitarrist zur Band, mit diesem wurde das eigene Label Czar of Crickets gegründet. Auf Czar of Crickets wurde das zweite Album Bury the Ashes erstveröffentlicht, nachdem Codebreaker Records Konkurs angemeldet hatte und Zatokrev das bereits geschriebene Album nicht veröffentlichen konnten. Der spätere europaweite Vertrieb wurde über Firebox Records gewährleistet. Stench verließ Zatokrev bereits 2007 erneut. Die Position des Gitarristen wurde in den folgenden Jahren mehrfach neu besetzt. Zwischen 2009 und 2010 stiegen die beiden Mitbegründer Spadino und Grementieri in Freundschaft aus dem Projekt aus. Nach Rotter haben beide „andere Prioritäten [entwickelt], während [er] mehr mit ZATOKREV machen wollte“. Der Ausstieg der beiden Gründungsmitglieder gefährdete zeitweise den Fortbestand der Band.
Das dritte 2012 erschienene Album wurde von Rotter mit einem vollständig veränderten Line-Up eingespielt. Zatokrev schlossen trotz der personellen Veränderung einen Vertrag mit dem international tätigen britischen Metal-Label Candlelight Records ab. Dieses erste auf Candlelight erschienene Album The Bat, the Wheel and the Long Road to Nowhere gilt als das erfolgreichste Album der Band. Die folgenden Alben erschienen weiterhin bei Candlelight Records. Zum 2015 erschienenen Album Silk Spiders Underwater… wurde mit Tobi Glanzmann, der Julien Duseyau ersetzte, erneut ein Wechsel des Gitarristen vollzogen.

## Stil
Der Stil der Band wird dem Post-Metal zugerechnet und als eine Mischung aus schleppendem Metal, Noise und treibenden Rhythmen beschrieben.
Als Kernintention des Stils gibt Rotter an, dass der „Sound [der Band] schleppend und verzerrt sein musste“, und das Ergebnis am wirksamsten als „Mischung von Doom Metal und Post Hardcore[sic!]“ beschrieben sei. Als Vergleichsgröße werden häufig frühe Interpreten des Post-Metal sowie des Sludge wie Neurosis und Crowbar herangezogen. Im Vergleich mit Neurosis werden Zatokrev gelegentlich auch als Epigonen bezeichnet. Rotter bestätigte den Einfluss durch Neurosis.

„[E]s ist definitiv kein Geheimnis, dass NEUROSIS uns inspiriert haben.“

Der Musik wird eine „apokalyptische Atmosphäre“ zugeschrieben, die „Beachtung und aktive Auseinandersetzung“ fordert. Rotters Gesang wird mit Kirk Windstein von Crowbar verglichen, während der Musik hauptsächlich die Nähe zu Neurosis nachgesagt wird. Die Musik bewege sich fast durchgehend im „Bereich tiefer Töne und niedriger Geschwindigkeit“.

## Diskografie
- 2003: Zatokrev (Demo)
- 2004: Zatokrev (Album, Earache Records / Codebreaker Records / Division Records)
- 2006: Bury the Ashes (Album, Czar of Crickets / Firebox Records)
- 2007: Bury the Ashes (Doppelalbum, Get A Life! Records)
- 2007: Vancouver / Zatokrev (Split-EP mit Vancouver, Get A Life! Records)
- 2009: Bury the Ashes (Digipack-ReRelease, Debello Recordgins)
- 2012: The Bat, the Wheel and a Long Road to Nowhere (Album, Candlelight Records)
- 2013: The Bat, the Wheel and a Long Road to Nowhere (Doppelalbum, Pelagic Records)
- 2015: Silk Spiders Underwater… (Album, Candlelight Records)
- 2018: Bigod (Split-Album mit Minsk, Czar Of Crickets / Consouling Sounds)